# Herb Jastrowia
Herb Jastrowia – jeden z symboli miasta Jastrowie i gminy Jastrowie w postaci herbu.

## Wygląd i symbolika
herb przedstawia w polu srebrnym kiść niebieskiego winnego grona z dwoma zielonymi liśćmi po bokach, a u dołu skrzyżowane dwie gałązki palmowe.
Symbolika herbu nawiązuje do dawnej uprawy winorośli w okolicach miasta.

## Historia
Wizerunek herbu pochodzi z 1602, gdy miasto uzyskało prawa miejskie. Herb został ustalony w statucie gminy 30 października 2001.